# Schiller (bateau)
Pour les articles homonymes, voir Schiller.
Le Schiller est un bateau à aubes naviguant sur le lac des Quatre-Cantons, en Suisse. Il est exploité par la Schifffahrtsgesellschaft des Vierwaldstättersees en français : « compagnie maritime du lac des Quatre-Cantons ».

## Histoire
En 1904, la Dampfschiffgesellschaft des Vierwaldstättersees (actuellement la Schifffahrtsgesellschaft des Vierwaldstättersees) passe commande du bateau chez Sulzer à Winterthour.
Une première revision majeure a lieu en 1930. Sa propulsion est convertie du charbon au pétrole en 1952. En 1953, il suit une autre révision majeure. Entre 1998 et 1999 le Schiller est entièrement rénové, pour un coût de 6 millions de francs suisses, avec notamment une nouvelle chaudière à vapeur.

## Utilisation
À la fin de la saison 2009, il avait parcouru 1 347 609 km.

## Classement
Le bateau est classé en tant que bien culturel suisse d'importance nationale.

### Sources
- (de) Cet article est partiellement ou en totalité issu de l’article de Wikipédia en allemand intitulé « Schiller (1906) » (voir la liste des auteurs).